# Lothar Handschack
Lothar Handschack (* 31. Oktober 1948 in Geyer) ist ein deutscher Politiker (ehemals CDU).
Handschack war zunächst Ingenieur und Elektromeister und wurde 1992 Rechtsanwalt in Geyer.
Handschack trat 1974 in die CDU der DDR ein und wurde Vorsitzender der Ortsgruppe Geyer. Er wurde 1990 in die letzte und erste freie Volkskammer der DDR gewählt. Am 1. Juli 1994 rückte Handschack in den 12. Bundestag nach, dem er bis zum Ende der Legislaturperiode im November desselben Jahres angehörte.